# Thelymitra sanscilia
Thelymitra sanscilia är en orkidéart som beskrevs av Howard Samuel Irwin och Edwin Daniel Hatch. Thelymitra sanscilia ingår i släktet Thelymitra och familjen orkidéer. Inga underarter finns listade i Catalogue of Life.